# 17-та бригада НГ (Україна)
17-та Полтавська бригада «Рейд» (17 Бр НГУ, в/ч 3052) — військове формування Національної гвардії України. Входить до складу 2-го корпусу НГУ «Хартія».

## Історія
У 1993 році був створений 12-й окремий батальйон.[джерело?]
У жовтні 2023 року батальйон переформований на 32-й полк.[джерело?]
У січні 2024 року частину переформували на 17-ту бригаду.
23 серпня 2024 року бригада отримала почесне найменування «Полтавська».
25 березня 2025 року бригада отримала почесну відзнаку «За мужність та відвагу».
10 квітня 2025 року військовослужбовці бригади відбили спробу росіян закріпитися біля українських позицій на Донецькому напрямку.
В квітні 2025 року бригада увійшла до складу 2-го корпусу НГУ «Хартія».

## Структура
- мобільна вогнева група (антидронова)[9]

## Втрати
- 25 липня 2015 — Пустовойтов Анатолій Анатолійович, молодший сержант, командир відділення.[джерело?]
- 8 листопада 2023 — Личак Олег Володимирович, старший солдат, стрілець. Загинув в районі села Вербове Пологівського району Запорізької області.[10]
- 9 листопада 2023 — Фенько Руслан Васильович, старший солдат, стрілець-радіотелефоніст. Поранений, помер у Полтавській ЦРЛ.[11]
- 13 березня 2024 — Продан Мар'ян. 20.08.1973, м. Сторожинець Чернівецької області.[12]

## Традиції
23 серпня 2024 року Президент України присвоїв 17-й бригаді Нацгвардії почесне найменування «Полтавська».
25 березня 2025 року Президент України Володимир Зеленський відзначив 17-ту Полтавську бригаду НГУ почесною відзнакою «За мужність та відвагу».